# Asahi shinbun
Pour les articles homonymes, voir Asahi.
Asahi shinbun (朝日新聞, littéralement Journal du Soleil-Levant), ou Asahi shimbun, est un des grands quotidiens nationaux japonais. Fondé en 1879, avec un tirage de quatre millions d'exemplaires, il est le deuxième journal le plus lu dans le monde après un autre quotidien japonais, le Yomiuri shinbun. Globalement, le Asahi shinbun se distingue de ses concurrents par ses prises de position plus proches de la gauche et ses analyses en profondeur de la société et de la vie politique japonaises.
Le journal fait partie du groupe de presse Asahi Shimbun Company.

## Ligne éditoriale
L'orientation politique du journal est plus à gauche que celle de ses concurrents nationaux Yomiuri shinbun, Sankei shinbun ou Mainichi shinbun.
Clairement pacifiste depuis la fin de la Seconde Guerre mondiale, le journal est une vraie référence pour tout journaliste et tout intellectuel japonais.
En 2001, le journal s'est allié à l'International Herald Tribune pour publier une édition en anglais, « International Herald Tribune/The Asahi Shimbun » qui remplace l'ancienne édition anglophone du journal, Asahi Evening News.
La rubrique éditoriale Tensei jingo (天声人語, « Vox populi, vox Dei » en latin, « La voix du peuple est celle de Dieu » en français) est quotidiennement à la une et analyse des faits d'actualité ou sociaux.
Le journal défend de nos jours une ligne plutôt libérale sur les questions économiques et pro-américaine. Il dénonce ainsi vigoureusement la décision du Premier ministre Yukio Hatoyama (centre-gauche) d'arrêter la privatisation de la Poste en 2010. Associant cette décision (qui pénalise les banques privées) et les négociations pour trouver une autre localisation à la base militaire américaine de Futenma. Le quotidien conclut : « La direction [de M. Hatoyama] semble être si faible et imparfait que ses qualifications en tant que chef de la nation doivent être remises en question. Ce sentiment a été exprimé par le président du Parti libéral-démocrate Tanigaki Sadakazu. Nous sommes d’accord. »

## Historique

Drapeau de la société Asahi shinbun

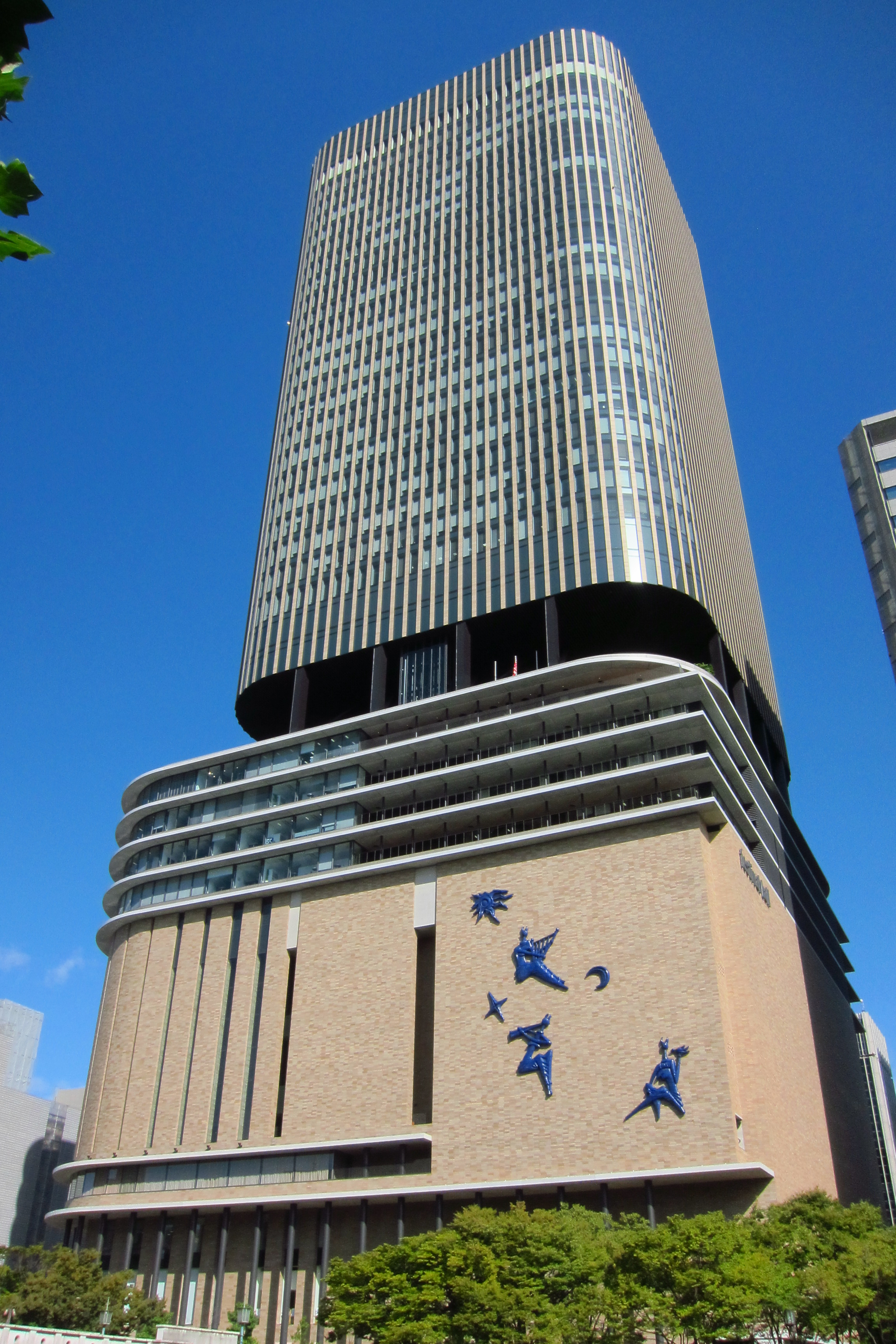
Immeuble de lAsahi shinbun à Osaka.

Le journal fut fondé en 1879 à Osaka. Il est alors un journal populaire défendant la démocratie. Il se soumet ensuite au gouvernement militariste et va-t-en-guerre japonais des années 1930 et 1940[réf. nécessaire].